# Arnaldo Zocchi
Arnaldo Zocchi (20. září 1862 Florencie - 17. července 1940 Řím) byl známý italský sochař z konce 19. a počátku 20. století. Jeho díla se nalézají nejen v Itálii, ale především na Balkáně i jinde po světě.

## Životopis
Narodil se ve Florencii v roce 1862. Jeho otcem byl florentský sochař Emilio (1835-1913), u něhož Arnaldo studoval sochařství. Je autorem mnoha památek, včetně jezdecké sochy Garibaldiho v Bologni a jednoho ze čtyř okřídlených vítězství umístěných na památníku Viktora Emmanuela II. V roce 1900 vyhrál mezinárodní soutěž na pomník cara osvoboditele v Sofii. Je také autorem náhrobku palermského právníka Simone Cuccie na hřbitově Santa Maria dei Rotoli v Palermu.
Zemřel v Římě a je tam po něm pojmenována ulice.

## Dílo

### Itálie
- čtyři okřídlená vítězství na památníku Viktora Emmanuela II. v Římě (spolupráce se třemi dalšími sochaři)[3]
- pomník Garibaldiho v Bologni (1901)[4]
- pomník Michelangela v Caprese Michelangelo (1911)[5]
- pomník mučedníků altamurského povstání[6]
- pomník padlých v Sarteanu
- pomník padlých v první světové válce v Nomentanu v Římě (1938)[7]
- pomník Manuela Belgrana v Janově (1927)[8]
- pomník Piera della Francesky v Sansepolcru (1892)[9]
- pomník Kryštofa Kolumba v Lavagně (1930)[10]

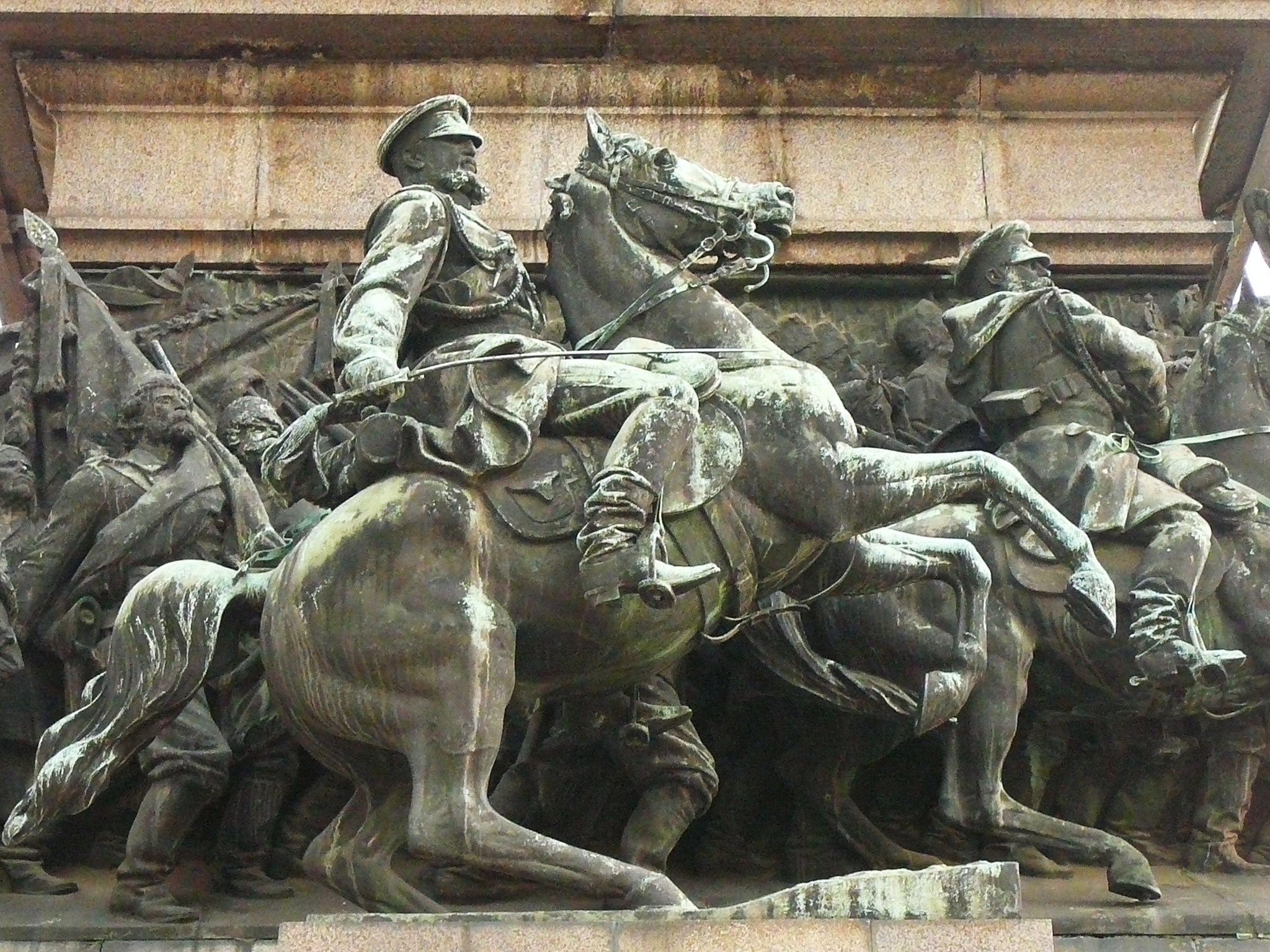
Nikolaj Nikolajevič Ruský na detailu z pomníku cara osvoboditele v bulharské Sofii, 1907

### Bulharsko
- Démétéřina fontána v Plovdivu (1891)
- pomník cara osvoboditele v Sofii (1907)[2]
- pomník svobody v Ruse (1909)[2]
- pomník Christo Boteva ve Vrace[2]
- různá díla v Sevlievu (1894),[11] Lovči,[12] Orjachovu (1903), Drjanovském klášteře[13] a Vidinu [14]

### Ostatní svět
- pomník Kryštofa Kolumba v Buenos Aires, Argentina (1921)[15]
- pomník svatého Františka z Assisi v Káhiře, Egypt
- pomník generála Lafayetta v Haverhillu, Massachusetts, USA

## Galerie

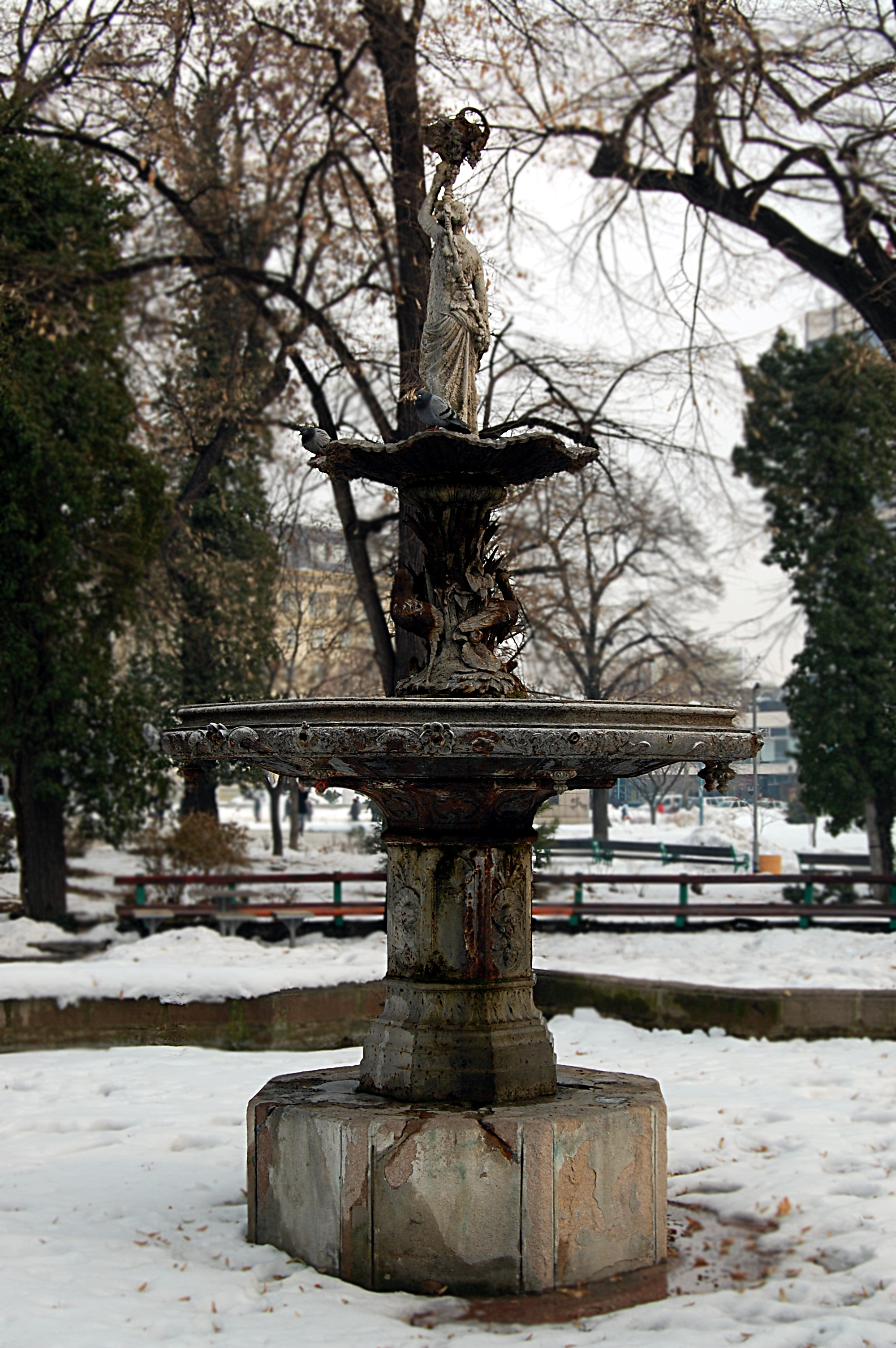
Démétéřina fontána, Plovdiv
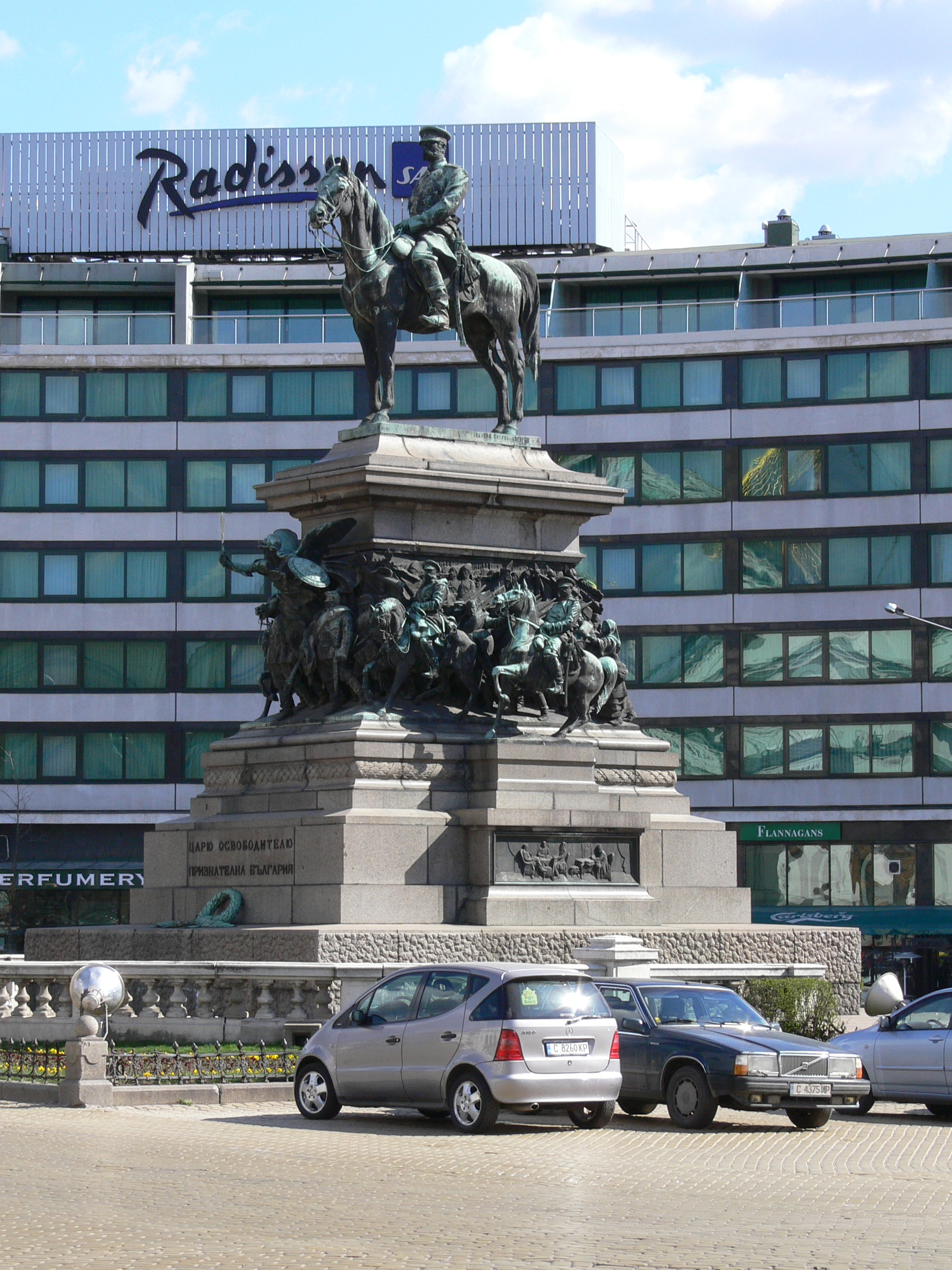
Pomník cara osvoboditele, Sofie
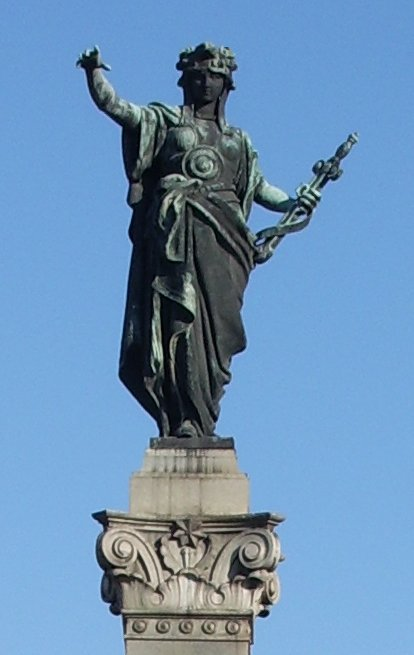
Pomník svobody, Ruse
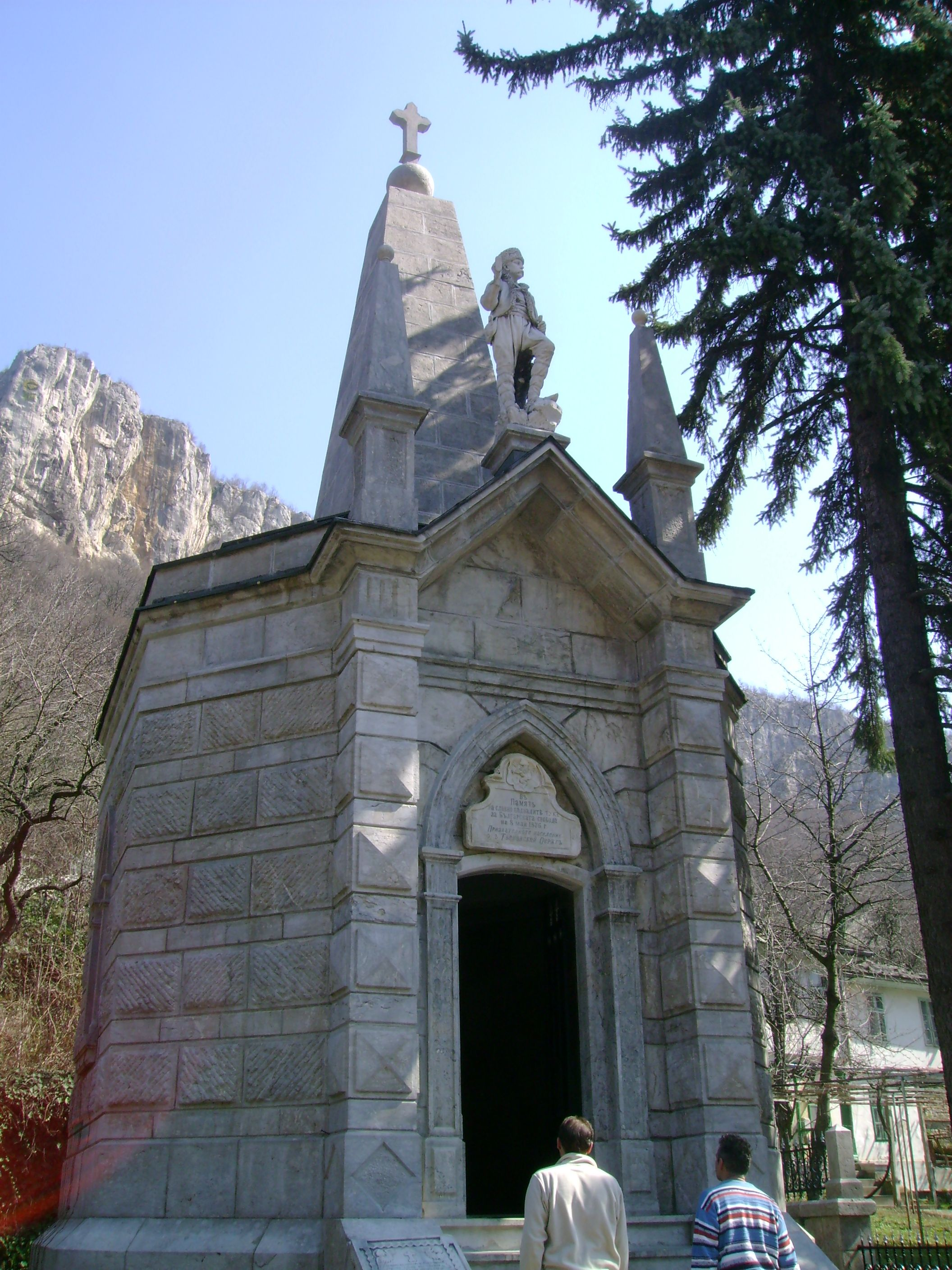
Pomník padlých za osvobození Bulharska v Drjanovském klášteře
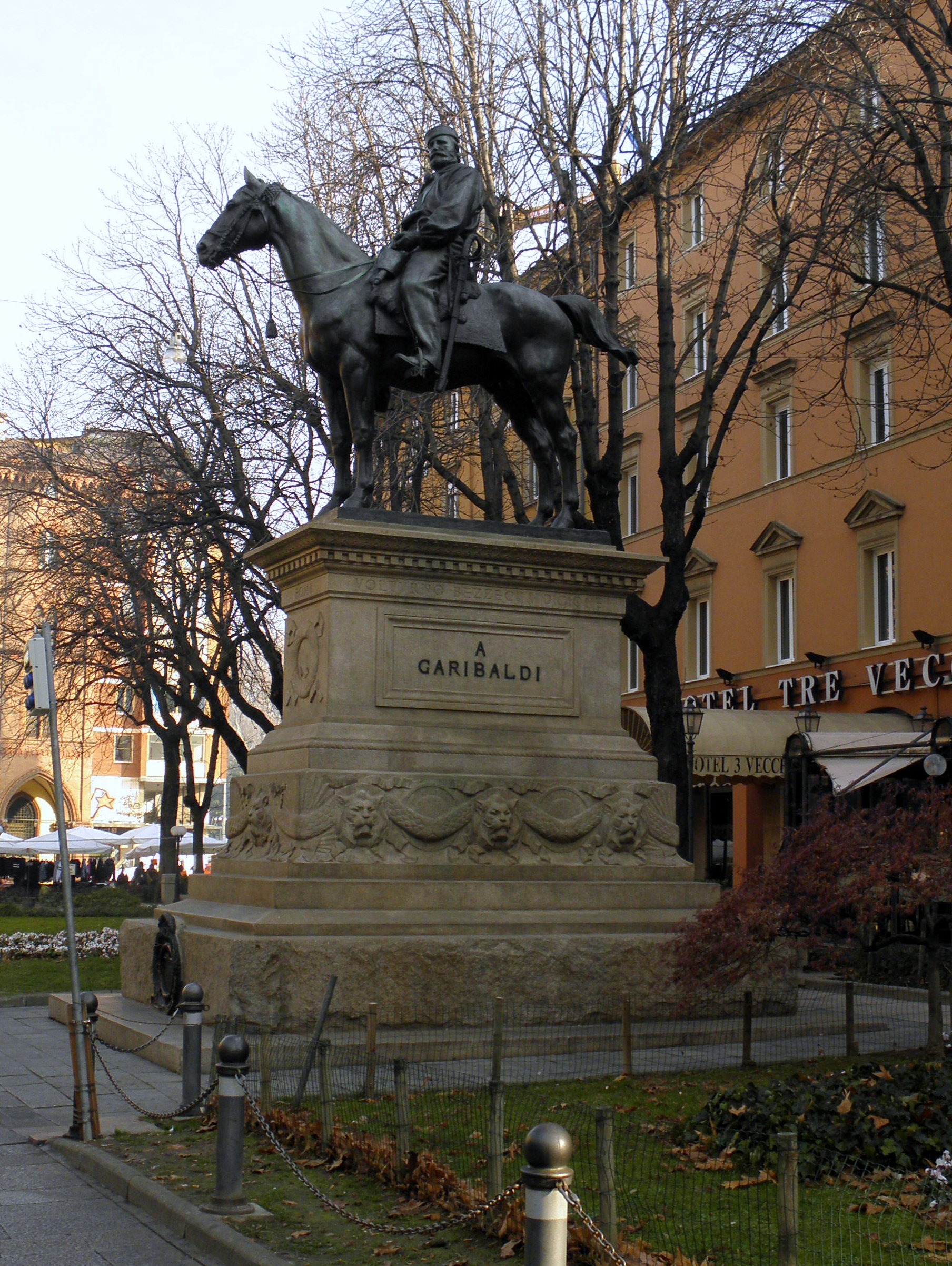
Pomník Giuseppe Garibaldiho (1901), Bologna
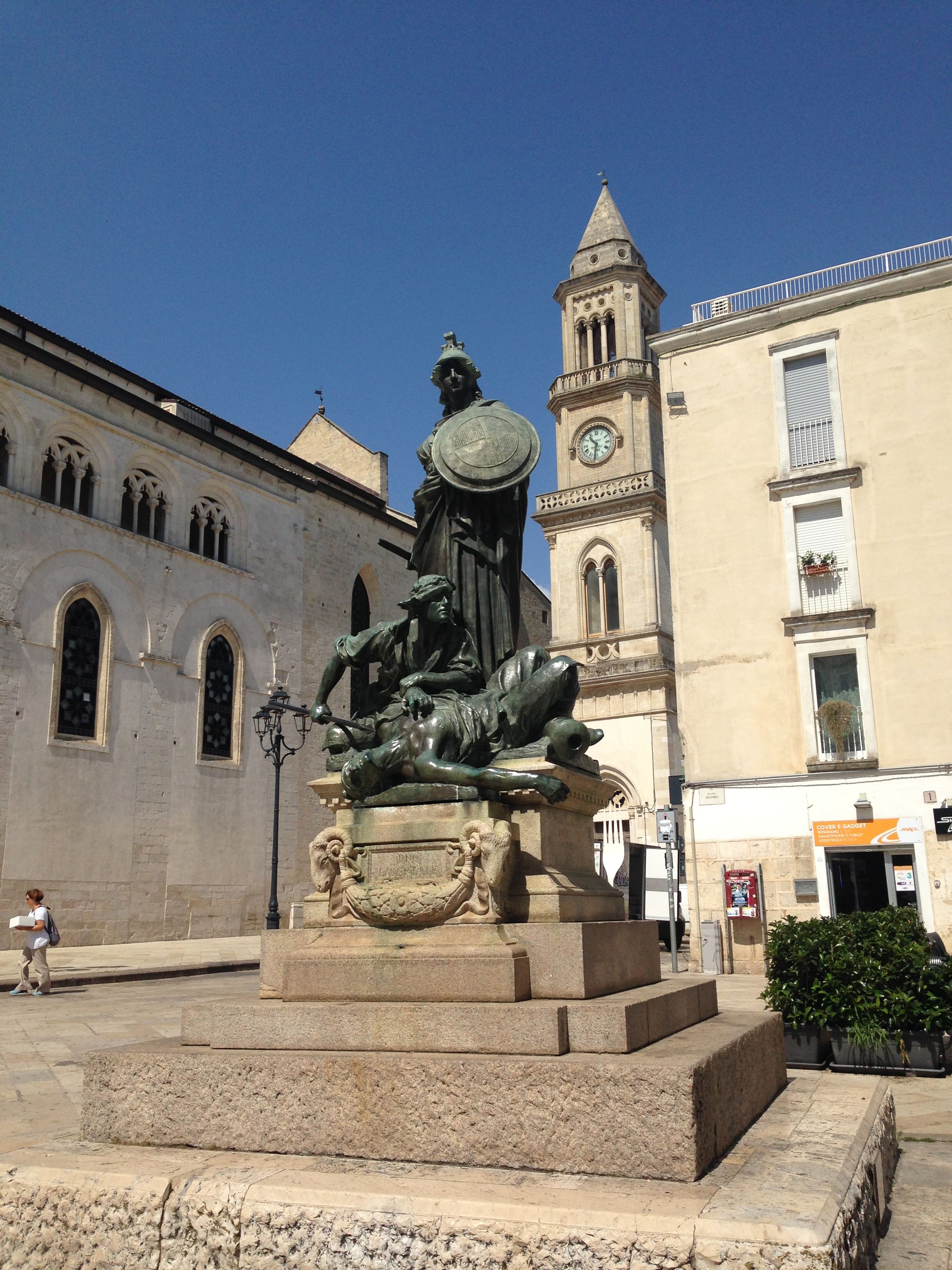
Pomník mučedníků altamurského povstání (1899), Altamura
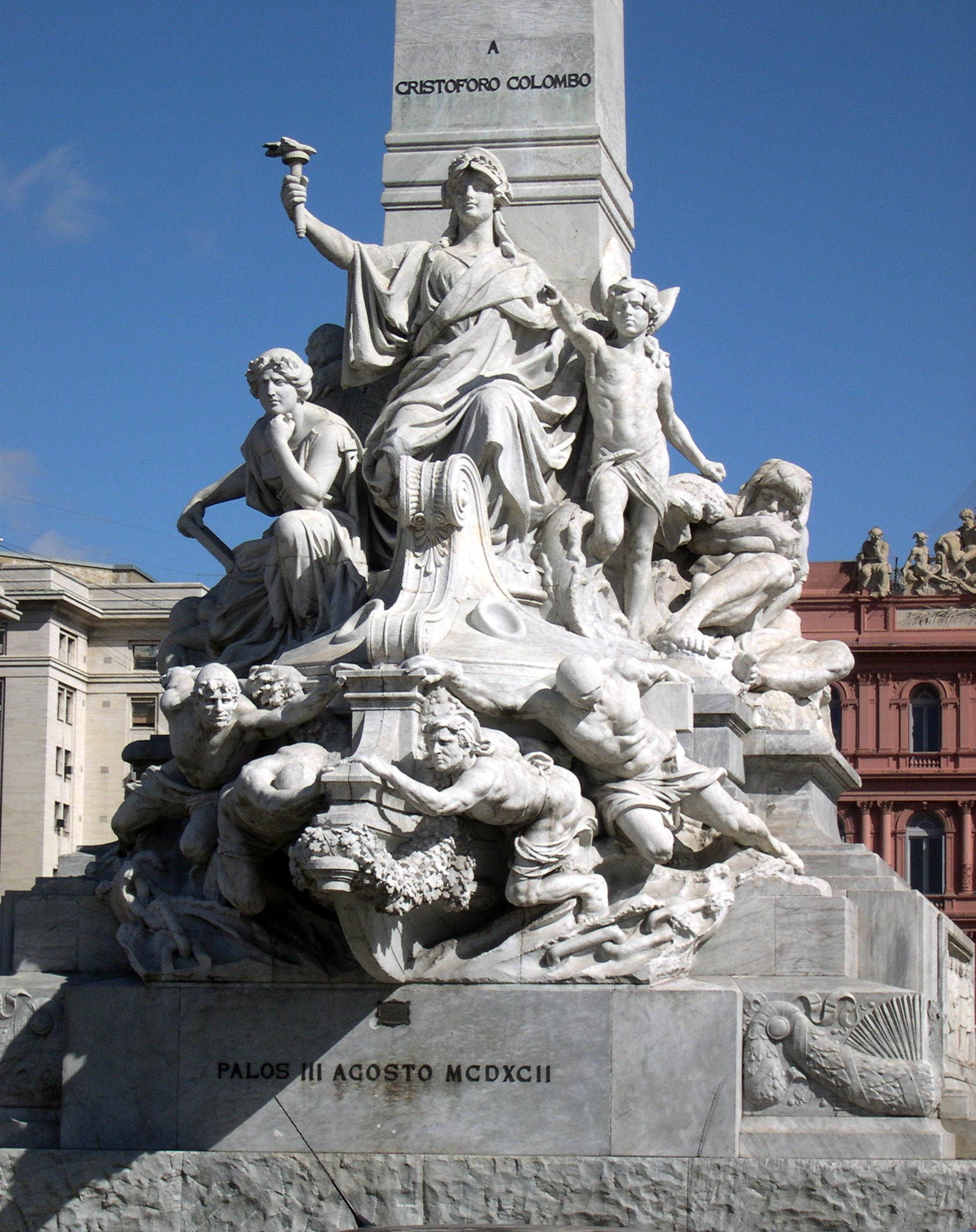
Pomník Kryštofa Kolumba, Buenos Aires, Argentina